# Psychotria decaryi
Psychotria decaryi är en måreväxtart som beskrevs av Cornelis Eliza Bertus Bremekamp. Psychotria decaryi ingår i släktet Psychotria och familjen måreväxter. Inga underarter finns listade i Catalogue of Life.